# ハンス・トゥアール
ハンス・トゥアール（Hans Thuar、1887年10月29日 - 1945年10月24日）は、ドイツの画家である。 ラインラント表現主義と呼ばれた画家グループの一人であった。少年時代から画家のアウグスト・マッケの友人であった。

## 略歴
ドイツ東部、ブランデンブルク州ダーメ＝シュプレーヴァルト郡トレッペンドルフ（Treppendorf）で保険会社の社員の息子に生まれた。父親の転勤のために1892年に一家はケルンに移った。1893年から1907年までケルンの学校で学び、1897年には画家のアウグスト・マッケ（1887-1914）と知り合い生涯の友人となった。1899年5月にトゥアールは馬車に轢かれ両足を失った時、マッケは毎日病院にトゥアールを見舞い、励ました。二人は絵を描き始め、マッケがボンへ移住した後も連絡を取り続けた。
トゥアールは1903年から油彩画を制作し、ケルンで風景画家のアドルフ・ヴェーゲリン（Adolph Wegelin: 1810-1881）の指導を受けた。1907年から1908年の間はデュッセルドルフ美術アカデミーで学び、制作活動を通づけた。1911年にケルン分離派展（Cölner Secession）に初めて参加し、その後美術家グループ「ゾンダーブント(Sonderbund)」の展覧会、「ラインラント表現主展（Ausstellung Rheinischer Expressionisten）」などに出展し、1913年にベルリンで開かれた「最初のドイツ秋季展」にも出展した。
1914年に第一次世界大戦が勃発し、親友のマッケが1914年9月に戦死した後、創作から離れた後、戦後になって活動に復帰し、トゥアールの重要な創作活動は1920年から1926年まで続いた。その後は制作頻度が減り、制作間隔も長くなっていった。
その間、トゥアールはアロマセラピーを研究と探求に没頭した。「HATERA（Hans Thuar Ramersdorf）」や「RA-Laboratorium」というブランドで、エッセンシャルオイルやワックスなどの応用製品を開発・販売した。
1944年10月18日、ボンのラーマースドルフ（Ramersdorf）の自宅が空襲で破壊され、テューリンゲン州ルドルシュタット（Rudolstadt）近郊のシュヴァルツァ（Schwarza）に疎開し、終戦から数ヶ月後にバート・ランゲンザルツァ（Bad Langensalza）で亡くなった。
1913年に結婚し、3人の娘が生まれ、娘の一人はアウグスト・マッケの息子のヴォルフガング・マッケ（Wolfgang Macke: 1913-1975）と結婚した。マッケは後にハンス・トゥアールに関する研究論文を出版し、トゥアールの最初の個展を開催した。ボン美術館館はボンで活動する画家に贈られる「ハンス・トゥアール賞（Hans-Thuar-Preis）」を創設した。

## 作品

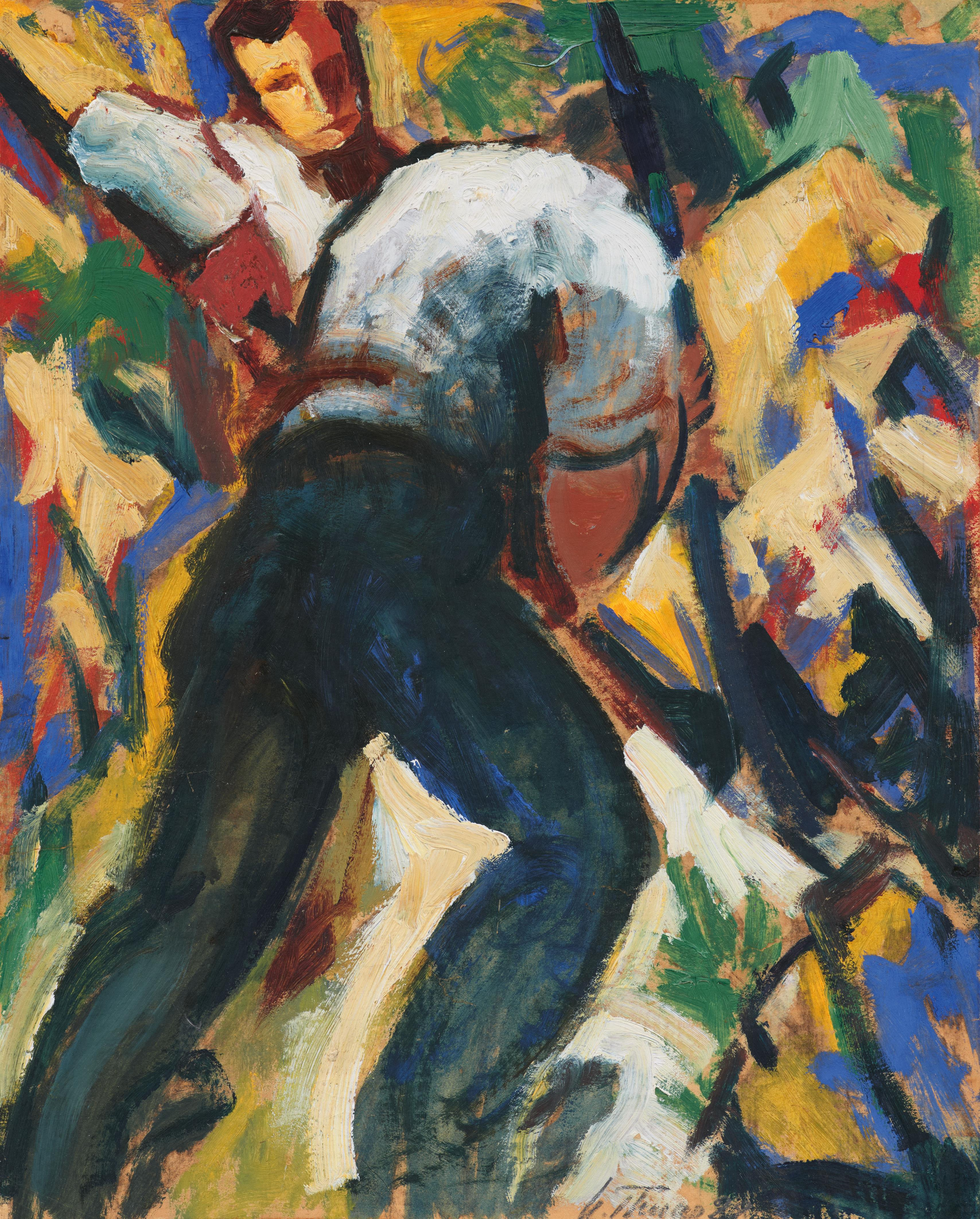
高炉の労働者 (1922)
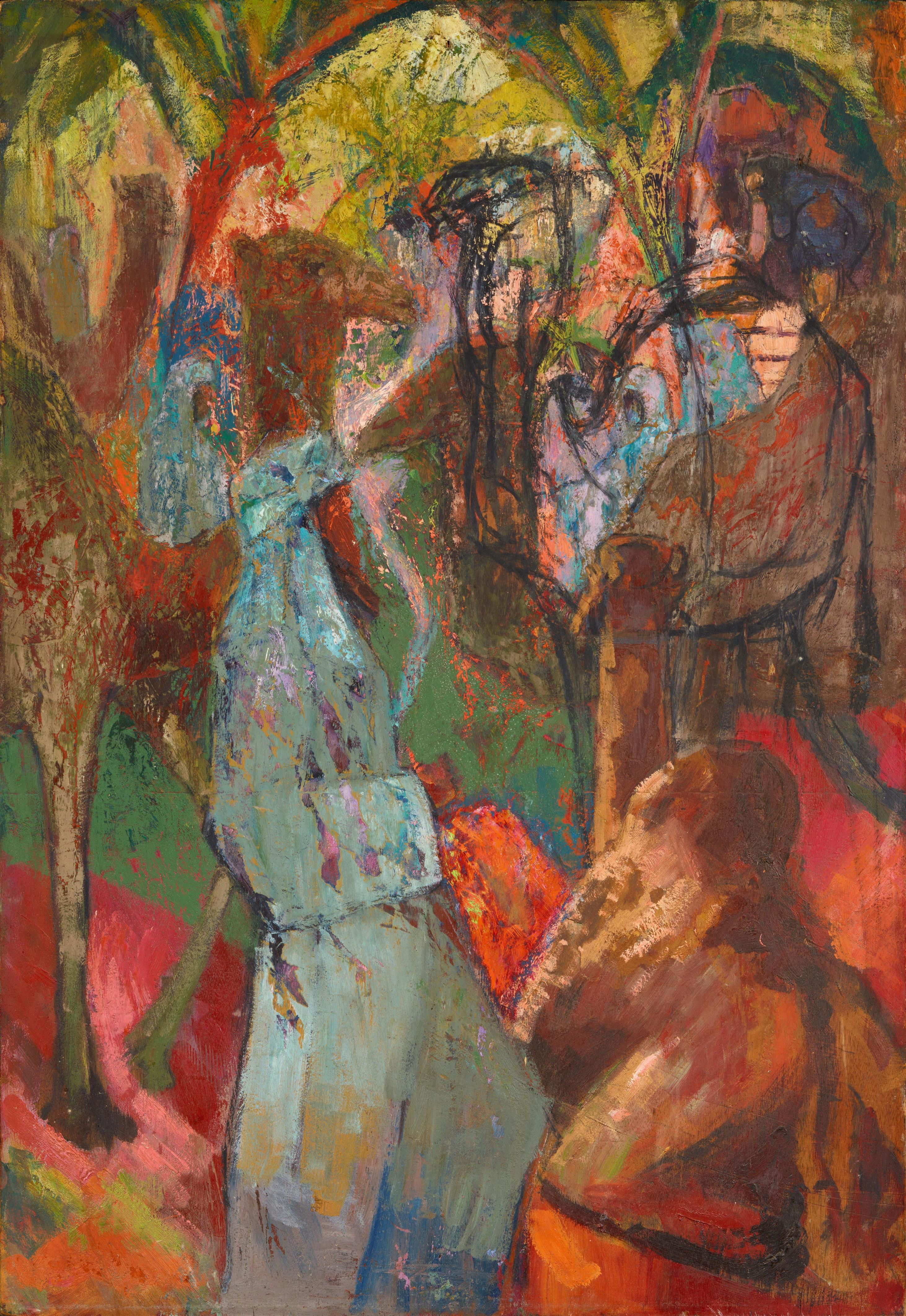
ベドウィン(1923)
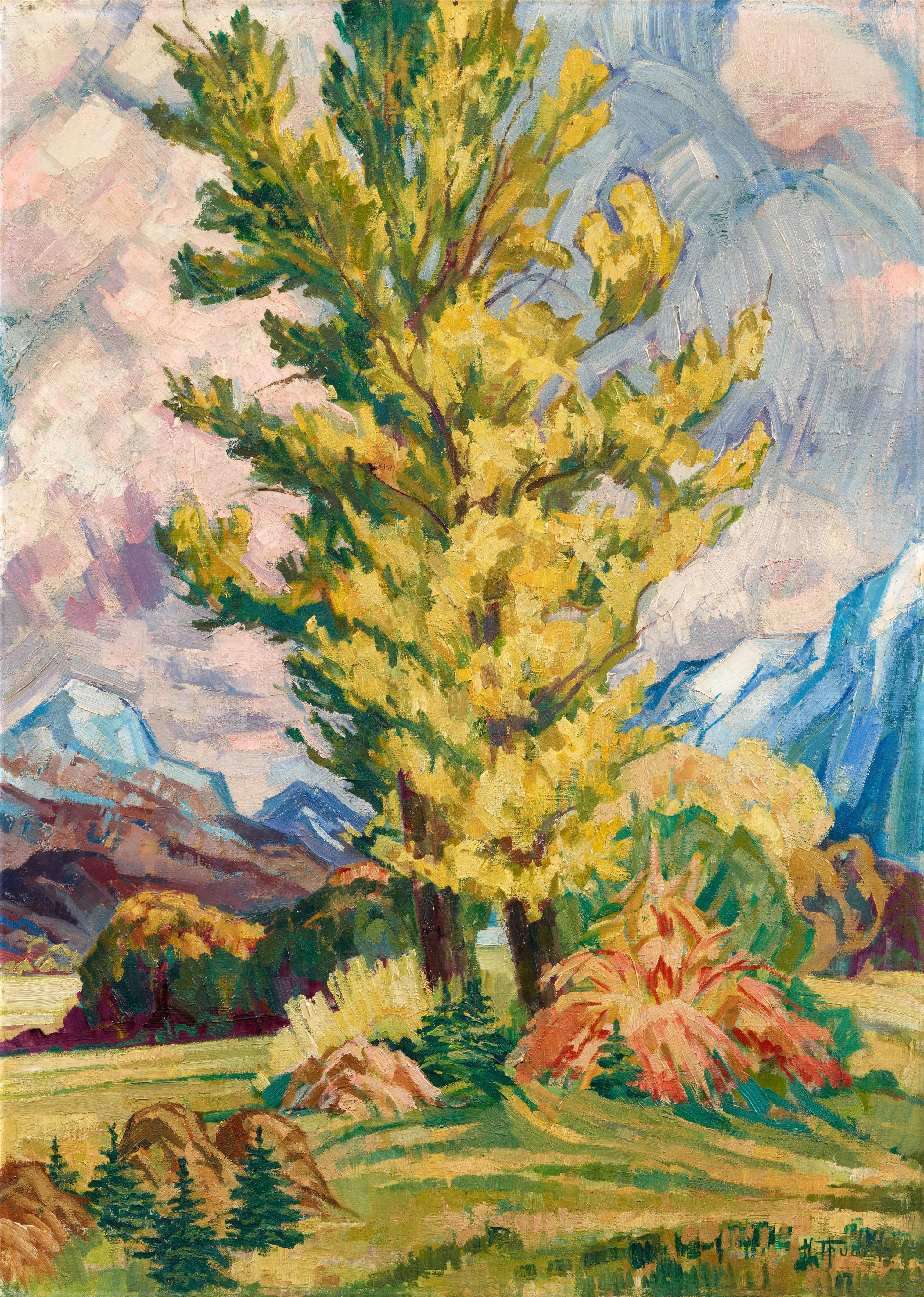
太陽の光を浴びるポプラ
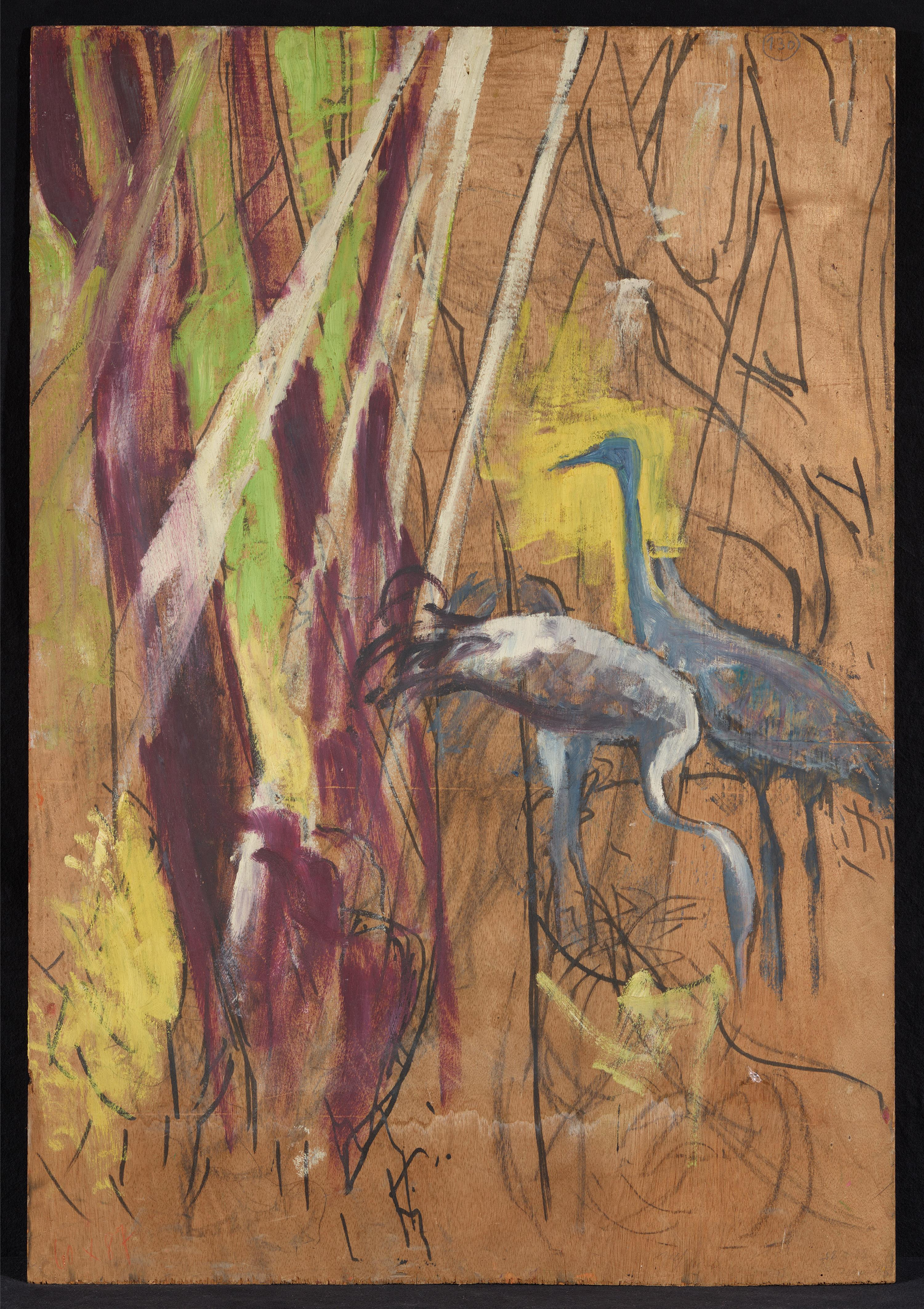
サギ